# Flex Lewis
James „Flex“ Lewis (* 15. November 1983 in Llanelli) ist ein walisischer, professioneller Bodybuilder. Er ist siebenfacher Gewinner der 212 Mr. Olympia.

## Werdegang
Lewis begann im Alter von 12 Jahren, sich für Bodybuilding zu interessieren, als er ein Buch über Tom Platz entdeckte. Es waren die Beine von Platz, die Lewis dazu bewegten, in ein Fitnessstudio zu gehen und mit Bodybuilding zu beginnen. Sein zu dieser Zeit größtes Idol war Arnold Schwarzenegger.
Im Fitnessstudio begegnete Lewis dem lokalen Bodybuilder Steve Naylor, der in ihm großes Potential sah und ihn ein Jahr lang trainierte. Anschließend nahm Lewis an seinem ersten Bodybuilding-Wettkampf teil, dem Junior Mr. Wales, welchen er auf Anhieb gewann. Bei diesem Wettkampf traf Lewis auf IFBB Pro Neil Hill, der ihn von seinem Trainingsplan und seiner Diät überzeugte. Vier Wochen später gewann Lewis den Junior Mr. Britain.
2012 konnte er zum ersten Mal die 212 Mr. Olympia gewinnen. Er dominierte diese Klasse in den nächsten Jahren und gewann sie von 2012 bis 2018 insgesamt sieben Mal, was Rekord in dieser Klasse ist. Außerdem war er der erste Gewinner der 212-Arnold-Classic-Klasse im Jahr 2014.

## Sonstiges
Er ist 1,70 m groß und wiegt 212 lbs oder 96 kg (In Season).

## Erfolge
- 2018 Mr. Olympia Weekend Bodybuilding: IFBB Pro 212 - 1. Platz
- 2017 Mr. Olympia Weekend Bodybuilding:IFBB Pro 212 - 1. Platz
- 2016 Mr. Olympia Weekend Bodybuilding: IFBB Pro 212 - 1. Platz
- 2015 Mr. Olympia Weekend Bodybuilding: IFBB Pro 212 - 1. Platz
- 2015 IFBB Pro 212 - 1. Platz
- 2014 IFBB San Marino Pro: IFBB Pro 212 - 1. Platz
- 2014 EVL's Prague Pro 212 Bodybuilding: IFBB Pro 212 - 1. Platz
- 2014 IFBB Korea Grand Prix 212: IFBB Pro 212 - 1. Platz
- 2014 Mr. Olympia Weekend Bodybuilding: IFBB Pro 212 - 1. Platz
- 2014 IFBB Arnold sports Festival: IFBB Pro 212 - 1. Platz
- 2013 EVL's Prague Pro 212 Bodybuilding: IFBB Pro 212 - 1. Platz
- 2013 Mr. Olympia Weekend Bodybuilding: IFBB Pro 212 - 1. Platz
- 2012 EVL's Prague Pro 212 Bodybuilding: IFBB Pro 212 - 1. Platz
- 2012 British Grand Prix 212 Bodybuilding: IFBB Pro 212 - 1. Platz
- 2012 Mr Olympia Weekend Bodybuilding: IFBB Pro 212 - 1. Platz
- 2011 Arnold Classic Europe Mens Bodybuilding: Pro Men - 5. Platz
- 2011 Mr Olympia Weekend Men 202: Open - 2. Platz
- 2011 New York Pro Championships Men's 202: Men's 202 Class - 2. Platz
- 2011 Mr Europe Grand Prix Men's Open: Men's Open Lis - 3. Platz
- 2011 IFBB British Grand Prix Men's 202: Men's 202 List - 1. Platz
- 2009 IFBB Atlantic City Pro 202 Division - 1. Platz
- 2009 IFBB 202 Challenge (Mr. Olympia) 202 Division - 5. Platz
- 2008 Europa Pro Overall Division - 7. Platz
- 2008 Europa Pro 202 Division - 1. Platz
- 2008 Tampa Pro Open Division - 7. Platz
- Amateur Competition History: 2007 British Nationals (Earned Pro Card) Overall Division - 1. Platz
- 2006 Mr. Wales U90, Overall U90 Division - 1. Platz
- 2006 Mr. Britain U90 Division - 1. Platz
- 2004 Nabba Mr. Universe - 1. Platz
- 2004 EFBB Jr. Mr. Britain - 1. Platz
- 2004 EFBB Jr. Mr. Wales - 1. Platz
- 2004 Nabba Mr. Europe - 1. Platz
- 2004 Nabba Jr. Mr. Britain - 1. Platz
- 2004 Nabba Mr. Wales - 1. Platz
- 2003 EFBB Jr. Mr. Britain - 1. Platz
- 2003 EFBB Novice Mr. Wales - 1. Platz
- 2003 EFBB Jr. Mr. Wales - 1. Platz